# Miss Universo 1974
Miss Universo 1974 foi a 23.ª edição do concurso Miss Universo, realizada em 21 de julho de 1974 no Folk Arts Theater, em Manila, nas Filipinas. Candidatas de 65 países e territórios competiram pelo título. No final do evento, a Miss Universo 1973, Margarita Moran, das Filipinas, coroou a espanhola Amparo Muñoz como sua sucessora. Alguns meses mais tarde,sob a alegação de que não estava conseguindo dar conta se suas atribuições no cargo, Muñoz renunciou ao título e ironicamente a sua sucessora, a galesa Helen Morgan, não pôde assumir o cargo, pois quatro meses mais tarde ganharia o Miss Mundo daquele ano, porém, seria forçada a renunciar o cargo, pois a imprensa britânica descobriu que ela era mãe solteira. 
Amparo nunca foi oficialmente destronada ao mesmo tempo que o título nunca foi oferecido a finlandesa Riita Raunio, terceira colocada. Após a renúncia, ela consolidou uma carreira artística e se tornou uma das principais atrizes de seu país, se tornando musa inspiradora do cineasta Carlos Saura, chegando ser indicada para a Palma de Ouro no Festival de Cinema de Cannes em 1980. Porém, a mesma personalidade forte que a fez renunciar o título, o que lhe tornou em uma figura corriqueira nas páginas das principais revistas de fofoca da Espanha por conta de diversos escândalos e polêmicas que iam de relacionamentos extraconjugais com seus parceiros de cena, à rejeição da indústria cinematográfica de seu país ao seu nome, o que a motivou a entrar para indústria pornográfica. Após um período de certo anônimato morando nas Filipinas durante o final da década de 1980 e ínicio da década de 1990 seu nome voltou a mídia espanhola devido a diversas ocorrências policiais resultantes do seu vício em cocaína e em álcool. No seus últimos anos de vida ela ainda teve que se defender de acusações de que havia se tornado soropositiva após se tornar garota de programa e que agenciava menores de idade para a mesma profissão.Em 2011, aos 56 anos, ela faleceu vítima de complicações do Mal de Parkinson 

## Evento
O espetáculo foi aberto com uma parada das nações com a participação de todas as 65 candidatas em seus trajes típicos nacionais, acompanhadas por uma guarda de honra de cadetes da Academia Militar das Filipinas. Um segundo número musical foi apresentado pelas candidatas, baseado numa melodia local, "Pamulinawen", considera uma das favoritas do então presidente filipino  Ferdinando Marcos.
Ex-misses Universo como a pioneira Armi Kuusela, da Finlândia (1952), Sylvia Hitchcock, dos Estados Unidos (1967) e Gloria Diaz das Filipinas (1969), estiveram presentes no evento, junto com a miss vigente, a local Margarita Moran, que coroou a vencedora. Devido a diferença de fuso,o concurso foi o primeiro a ser realizado pela manhã, de maneira a coincidir com o horário nobre da rede de televisão CBS, transmissora oficial do evento nos Estados Unidos e internacionalmente, devido à diferença do fuso horário entre Manila e Nova York.
Entre os jurados da edição, estiveram o ator estadunidense Dana Andrews, o ex-piloto britânico de F-1 Stirling Moss, e a patinadora artística Peggy Fleming.

## Resultados
| Colocação          | Candidata |
| ------------------ | --- |
| Miss Universo 1974 | - Espanha — Amparo Muñoz |
| 2.ª colocada       | - País de Gales — Helen Morgan |
| 3.ª colocada       | - Finlândia — Riita Raunio |
| 4.ª colocada       | - Colômbia — Ella Cecilia Escandón |
| 5.ª colocada       | - Aruba — Maureen Vieira |
| Top 12             | - Austrália — Yasmin May Nagy - Estados Unidos — Karen Morrison - Filipinas — Guadalupe Sanchez - Índia — Shailini Bhavnath - Inglaterra — Kathleen Anders - Panamá — Jazmine Panay - Porto Rico — Sonia Chardón |

### Prêmios especiais

#### Miss Simpatia
- Vencedora:  Islândia — Anna Bjornsdóttir.

#### Miss Fotogenia
- Vencedora:  Finlândia — Riita Raunio.

#### Miss Top Model
- Vencedora:  França — Louise Le Calvez.

#### Melhor Traje Típico
- Vencedora:  Coreia do Sul — Kim Eunjung.

## Candidatas
Em negrito, a candidata eleita Miss Universo 1974. Em itálico, as semifinalistas.
| - Alemanha - Ursula Faustle - Argentina - Leonor Celmira Guggini - Aruba - Maureen Ava Vieira (5°) - Austrália - Yasmin May Nagy (SF) - Áustria - Eveline Engleder - Bahamas - Agatha Elizabeth Watson - Bélgica - Anne Marie Sophie Sikorsky - Bermudas - Joyce Ann De Rosa - Bolívia - Teresa Isabel Callau - Brasil - Sandra Guimarães de Oliveira - Canadá - Deborah Tone - Chile - Jeannette Rebecca González - Chipre - Andri Tsangaridou - Cingapura - Angela Teo Bee Luang - Colômbia - Ella Cecilia Escandón Palacio (4°) - Coreia do Sul - Kim Eunjung (TT) - Costa Rica - Rebecca Montagné - Curaçao - Catherine Adelle de Jongh - El Salvador - Ana Carlota Araújo - Escócia - Catherine Robertson - Espanha - Amparo Muñoz (1°) (renunciou seis meses depois) - Estados Unidos - Karen Jean Morrison (SF) - Filipinas - Guadalupe Cuerva Sanchez (SF) - Finlândia - Riita Johanna Raunio (3°, MF) - França - Louise Le Calvez - Grécia - Lena Cleopa Agemanon - Guam - Elizabeth Clara Tenorio - Holanda - Nicoline Maria Broeckx - Honduras - Etelinda Mejía Velásquez - Hong Kong - Jojo Cheung Man-Ying - Ilhas Virgens - Thelma Yvonne Santiago - Índia - Shailini Bhavnath Dholakia (SF) - Indonésia - Nia Kurniasi Ardikoesoema | - Inglaterra - Kathleen Ann Celeste Anders (SF) - Irlanda - Yvonne Costelloe - Islândia - Anna Bjornsdóttir (MS) - Israel - Edna Levy - Itália - Loretta Persichetti - Iugoslávia - Nada Jovanovsky - Jamaica - Lennox Annie Black - Japão - Eriko Tsuboi - Líbano - Lody Salim Gabbache - Libéria - Maria Yatta Johnson - Luxemburgo - Giselle Anita Nicole Azzeri - Malásia - Lily Chong Swee Lian - Malta - Josette Pace - México - Guadalupe del Carmen Valdéz - Nicarágua - Francis "Fanny" de León Tapia - Nova Zelândia - Dianne Winyard - País de Gales - Helen Morgan (2°) - Panamá - Jazmine Panay (SF) - Paraguai - María Angela Monjagata - Porto Rico - Sonia Chardón (SF) - Portugal - Anna Paula da Silva Freitas - República Dominicana - Jacqueline Cabrera - Senegal - Thioro Thiam - Sri Lanka - Melami Wijendra - Suécia - Eva Christine Roempke - Suíça - Christine Lavanchy - Suriname - Bernadette Werners - Tailândia - Benjamas Ponpasvijan - Trinidad e Tobago - Stephanie Lee Pack - Turquia - Simiten Gakirgoz - Uruguai - Mirta Grazilla Rodríguez - Venezuela - Neyla Chiquinquirá Moronta Sangronis |